# Ivan Zaytsev (volley-ball)
Pour les articles homonymes, voir Ivan Zaytsev.
Ivan Zaytsev (né le 2 octobre 1988 à Spolète) est un joueur de volley-ball italien. Il mesure 2,02 m et joue réceptionneur-attaquant après avoir commencé sa carrière comme passeur. Il totalise 72 sélections en équipe d'Italie.

## Biographie
Il est le fils de Vyacheslav Zaytsev, ancien joueur soviétique puis russe international de volley-ball, et de l'ancienne nageuse soviétique Irina Pozdnyakova.
Lors du match de quart de finale du tournoi olympique de 2016, il bat le record olympique du service le plus fort, en lançant le ballon à 127 km/h. Lors de la demi-finale contre les États-Unis, il réussit deux aces consécutifs dont le premier à 127 km/h, qui permet à l'Italie d'égaliser et d'accéder au tie-break.

## Clubs
| Club              | De         | À         |
| ----------------- | ---------- | --------- |
| Pérouse Volley    | 2004-2005  | 2005-2006 |
| M. Rome Volley    | 2006-2007  | 2006-2007 |
| Top Volley Latina | 2007-2008  | 2007-2008 |
| M. Rome Volley    | 2008-2009  | 2011-2012 |
| Lube Macerata     | 2012-2013  | 2013-2014 |
| Dynamo Moscou     | 2014-2015  | 2015-2016 |
| Al-Arabi SC       | Avril 2016 | Juin 2016 |
| Sir Safety Ombrie | 2016-2017  | 2017-2018 |
| Modène Volley     | 2018-2019  | 2019-2020 |
| Kuzbass Kemerevo  | 2020-2021  | 2020-2021 |
| AS Volley Lube    | 2021-2022  | ...       |

## Palmarès

### Club
- Championnat d'Europe 
  - Finaliste : 2011, 2013
- Championnat d'Italie (2)
  - Vainqueur : 2014, 2018, 2022
  - Finaliste : 2005
- Coupe d'Italie (1)
  - Vainqueur : 2018
  - Finaliste : 2007, 2013
- Supercoupe d'Italie (2)
  - Vainqueur : 2012, 2017
- Coupe du Qatar (1)
  - Vainqueur : 2016

### Distinctions individuelles
- Meilleur joueur de la Supercoupe d'Italie 2012
- Meilleur attaquant de la Ligue mondiale 2013
- Meilleur serveur du Championnat d'Europe 2013